# Markus Franz
Markus Franz (* 1962) ist ein deutscher Journalist, Buchautor und Redenschreiber.

## Leben
Markus Franz wuchs im Ruhrgebiet auf und legte das Erste Staatsexamen als Jurist ab. Er begann seine journalistische Laufbahn bei der Westdeutsche Allgemeine Zeitung, war Redakteur der Märkischen Oderzeitung sowie als leitender Redakteur bei der taz und Süddeutscher Zeitung. Anschließend wurde er Pressesprecher beim Deutschen Gewerkschaftsbund. Danach wechselte Franz zeitweise in den diplomatischen Dienst, wo er Sozialattaché an der deutschen Botschaft in den Vereinigten Staaten von Amerika (Washington D.C.) wurde. Nach seiner Rückkehr  wurde er Redenschreiber der damaligen Generalsekretärin der SPD, Andrea Nahles sowie anschließend Chefredenscheiber, u. a. für Peer Steinbrück im Bundestagswahlkampf 2013. Franz, parteilos, arbeitet seit 2014 als freiberuflicher Buchautor sowie Redenschreiber und trainiert u. a. Redenschreiber, Pressesprecher und Journalisten.
Markus Franz lebt in Berlin.

## Publikationen
- Der Olle Preem in Palinchen, seine Pferde und die Menschen drum herum – Bilderbuch. CORRECTIV Verlag, 2022, ISBN 9783948013110.
- „Eine warme Stimme schleicht sich in dein Ohr“. Fluch und Segen von Künstlicher Intelligenz. VSA Verlag, 2019, ISBN 9783964880345.
- „Lehrer, ihr müsst schreiben lernen!“ CORRECTIV Verlag, 2017, ISBN 9783981740059.
- reden schreiben wirken – und ganz nebenbei ein besserer Mensch werden (Lehrbuch zum Redenschreiben). CORRECTIV Verlag, 2015, ISBN 9783981691757.
- Mondfahrten – Reisen in die Seele eines unterbelichteten Planeten namens USA.  Aphorisma-Verlag, 2011, ISBN 9783865750259.